# 美洲原住民神話

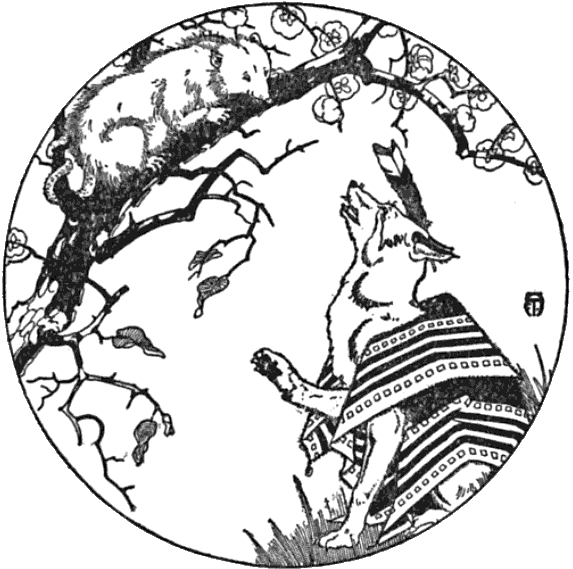
郊狼和負鼠出現在多個部落的故事中。

美洲原住民神話是美洲原住民的神話與故事，由於原住民神話身受薩滿巫術文化影響，因此主要信仰與大自然的神靈相當接近，美洲原住民不僅敬畏神明，也敬畏大自然中的一草一木，相信即使是植物，也擁有自己的靈魂，因此值得受到人的尊重。對於動物神靈的崇拜，也衍生出了圖騰崇拜的信仰。